# Campeonato Mundial de Atletismo de 2009 - 20 km marcha atlética feminina
A marcha atlética feminina de 20 km do Campeonato Mundial de Atletismo de 2009 ocorreu no dia 16 de agosto nas ruas de Berlim.

## Recordes
Antes desta competição, os recordes mundiais e do campeonato nesta prova eram os seguintes:
| Tipo                  | Atleta            | Tempo   | Local     | Data                | Ref |
| --------------------- | ----------------- | ------- | --------- | ------------------- | --- |
|                       | Olimpiada Ivanova | 1:25:41 | Helsinque | 7 de agosto de 2005 | ver |
| Recorde do campeonato | Olimpiada Ivanova | 1:25:41 | Helsinque | 7 de agosto de 2005 | ver |

## Medalhistas
| Ouro                 | Prata                 | Bronze         |
| Olga Kaniskina (RUS) | Olive Loughnane (IRL) | Liu Hong (CHN) |

## Resultados
Estes são os resultados da prova:
| Pos.              | Atleta                      | Tempo   | Notas                |
| ----------------- | --------------------------- | ------- | -------------------- |
| Medalha de ouro   | RUS Olga Kaniskina          | 1:28:09 |                      |
| Medalha de prata  | IRL Olive Loughnane         | 1:28:58 | Recorde da temporada |
| Medalha de bronze | CHN Liu Hong                | 1:29:10 | Recorde da temporada |
| 4                 | RUS Anisya Kirdyapkina      | 1:30:09 |                      |
| 5                 | POR Vera Santos             | 1:30:35 |                      |
| 6                 | ESP Beatriz Pascual         | 1:30:40 |                      |
| 7                 | JPN Masumi Fuchise          | 1:31:15 |                      |
| 8                 | LTU Kristina Saltanovič     | 1:31:23 | Recorde da temporada |
| 9                 | ITA Elisa Rigaudo           | 1:31:52 |                      |
| 10                | POR Susana Feitor           | 1:32:42 |                      |
| 11                | POR Inês Henriques          | 1:32:51 |                      |
| 12                | JPN Kumi Otoshi             | 1:33:05 |                      |
| 13                | RUS Larisa Emelyanova       | 1:34:31 |                      |
| 14                | RUS Vera Sokolova           | 1:34:55 |                      |
| 15                | BLR Sniazhana Yurchanka     | 1:34:57 |                      |
| 16                | ROU Ana Maria Groza         | 1:35:19 |                      |
| 17                | ITA Valentina Trapletti     | 1:35:33 | Recorde da temporada |
| 18                | CHN Yang Mingxia            | 1:35:42 |                      |
| 19                | CZE Zuzana Schindlerová     | 1:35:47 |                      |
| 20                | BRA Tania Regina Spindler   | 1:35:51 |                      |
| 21                | GRE Evaggelía Xinoú         | 1:35:56 |                      |
| 22                | AUS Jess Rothwell           | 1:36:01 |                      |
| 23                | ROU Claudia Stef            | 1:36:09 |                      |
| 24                | LTU Brigita Virbalytė       | 1:36:28 |                      |
| 25                | SUI Marie Polli             | 1:36:44 |                      |
| 26                | SVK Zuzana Malíková         | 1:37:47 |                      |
| 27                | AUS Claire Tallent          | 1:38:12 |                      |
| 28                | POL Agnieszka Dygacz        | 1:38:36 |                      |
| 29                | BRA Alessandra Picagevicz   | 1:38:50 |                      |
| 30                | BOL Geovana Irusta          | 1:39:16 |                      |
| 31                | TUN Chaima Trabelsi         | 1:39:50 |                      |
| 32                | KAZ Svetlana Tolstaya       | 1:40:41 | Recorde da temporada |
| 33                | ECU Johana Ordóñez          | 1:42:57 |                      |
| 34                | ROU Anamaria Greceanu       | 1:43:35 |                      |
| 35                | CAN Rachel Lavallée         | 1:45:45 |                      |
| 36                | UKR Olha Yakovenko          | 1:45:55 |                      |
| 37                | ESA Cristina López          | 1:47:33 | Recorde da temporada |
|                   | AUS Cheryl Webb             | DSQ     |                      |
|                   | CHN Yang Yawei              | DSQ     |                      |
|                   | GBR Johanna Jackson         | DSQ     |                      |
|                   | GRE María Hatzipanayiotídou | DSQ     |                      |
|                   | JPN Mayumi Kawasaki         | DSQ     |                      |
|                   | NOR Kjersti Plätzer         | DSQ     |                      |
|                   | SWE Monica Svensson         | DSQ     |                      |
|                   | ESP María Vasco             | DNF     |                      |
|                   | GER Sabine Krantz           | DNF     |                      |
|                   | SVK Mária Gáliková          | DNF     |                      |
|                   | USA Teresa Vaill            | DNF     |                      |

Legenda
| Recorde mundial       | Recorde mundial (World record)               |                       | Recorde africano                      | Recorde africano (African) |                                           | Q | Classificado por posição (Qualified) |
| Recorde do campeonato | Recorde do campeonato (Championship record)  | Recorde da América    | Recorde da América (Americas)         | q                          | Classificado por melhor tempo (Qualified) |   |                                      |
| Melhor marca do ano   | Melhor marca do ano (World leading)          | Recorde asiático      | Recorde asiático (Asian)              | DNS                        | Não largou (Did not start)                |   |                                      |
| Recorde nacional      | Recorde nacional (National record)           | Recorde europeu       | Recorde europeu (European)            | DNF                        | Não terminou (Did not finish)             |   |                                      |
| Recorde pessoal       | Recorde pessoal do atleta (Personal best)    | Recorde da Oceania    | Recorde da Oceania (Oceania)          | DSQ / DQ                   | Desclassificado (Disqualified)            |   |                                      |
| Recorde da temporada  | Recorde da temporada do atleta (Season best) | Recorde sul-americano | Recorde sul-americano (South America) | NM                         | Sem marca (No mark)                       |   |                                      |